# Snowflake (EP)
Snowflake là mini album thứ ba của nhóm nhạc nữ Hàn Quốc GFriend. Nó được phát hành vào ngày 25 tháng 1 năm 2016, thông qua Source Music và được phân phối bởi LOEN Entertainment. Album bao gồm 7 bài hát, với "Rough" là bài hát chủ đề và một bản nhạc không lời cùng tên. Album ra mắt ở vị trí số 2 trên Gaon Album Chart và đã bán được hơn 33,000 bản. GFriend đã quảng bá album với nhiều buổi biểu diễn trực tiếp trên các chương trình âm nhạc của Hàn Quốc, giành được tổng cộng 15 giải thưởng trên chương trình âm nhạc. "Rough" cũng thành công về mặt thương mại, khi đứng đầu Gaon Digital Chart và bán được hơn 1 triệu lượt tải kỹ thuật số. Về mặt âm nhạc, album có phong cách tương tự như K-pop từ cuối thập niên 1990 và 2000.

## Bối cảnh và phát hành
Mini album thứ ba của GFriend đã nhận được nhiều sự mong đợi sau khi nhóm giành giải Tân binh của năm tại Golden Disc Awards và Nữ nghệ sĩ mới xuất sắc nhất tại MelOn Music Awards cho các đĩa đơn "Glass Bead" và "Me Gustas Tu". Tên của album, Snowflake và danh sách bài hát đã được tiết lộ vào ngày 14 tháng 1 năm 2016. Nó được phát hành vào ngày 25 tháng 1, ở cả định dạng CD và kỹ thuật số. Bài hát chủ đề, "Rough", là bài hát cuối cùng trong bộ ba câu chuyện "trường học" của nhóm và đại diện cho sự kết thúc của một năm học. Nhóm tiếp tục duy trì khái niệm "mạnh mẽ - ngây thơ", mặc đồng phục học sinh và thể hiện vũ đạo "hoàn toàn đồng đều và mạnh mẽ"". Video âm nhạc đi kèm cho "Rough" được lấy cảm hứng từ bộ phim hoạt hình Cô gái vượt thời gian. Nó được sản xuất bởi Zanybros và đạo diễn bởi Hong Won-ki.
Vài giờ sau khi phát hành album, nhóm đã tổ chức một buổi giới thiệu tại AX Korea ở Gwangjin-gu, Seoul, được phát trực tiếp qua ứng dụng V Live của Naver. Nhóm đã biểu diễn các bài hát trong album lần đầu tiên tại buổi giới thiệu. Sau đó, nhóm đã quảng bá album với màn trình diễn "Rough" trên nhiều chương trình âm nhạc khác nhau, bắt đầu với The Show của SBS MTV vào ngày 26 tháng 1. Trong tuần quảng bá thứ hai, bài hát đã giành vị trí quán quân trên mọi chương trình âm nhạc với hệ thống bảng xếp hạng. Đến ngày 28 tháng 2, "Rough" đã giành được tổng cộng 15 chiến thắng trên chương trình ca nhạc, bao gồm việc giành được chiến thắng trong 3 tuần liên tiếp trên M Countdown, Music Bank, Show Champion và Inkigayo. Với những chiến thắng này, GFriend đứng ở vị trí số 2 về số lượng chiến thắng của một nhóm nhạc nữ cho một bài hát, sau 17 chiến thắng của Apink cho "Luv".

## Sáng tác
Album mở đầu bằng một đoạn giới thiệu đầy kịch tính, "Snowflake". Bài hát chủ đề, "Rough", là một bài hát nhạc dance được mô tả là "trữ tình, hấp dẫn và du dương" với "nhịp điệu mạnh mẽ và ca từ đầy cảm xúc". Tên tiếng Hàn của nó có nghĩa đen là "Chạy xuyên thời gian" và lời bài hát nói về mong muốn của một cô gái "chạy xuyên thời gian và lớn lên" để cô ấy có thể ở bên người mình yêu. "Say My Name" có trống, guitar acoustic và riff tổng hợp. "Luv Star" là một bài hát nhảy có nhịp độ trung bình với nhạc cụ dây và "Someday"được mô tả là một "bài hát cổ vũ tràn đầy năng lượng". "Trust" là một bản pop ballad có nhịp độ trung bình, miêu tả câu chuyện tình yêu của một "cô gái nhút nhát nhưng nghiêm túc". "Rough" và "Say My Name" được viết bởi Iggy và Seo Yong-bae, người cũng đã viết cả hai đĩa đơn trước đây của GFriend. Seo Yong-bae là một nhà sản xuất tại Rainbow Bridge World.

## Đón nhận
Album đã lọt vào Gaon Album Chart hàng tuần ở vị trí số 2, bán được 11,165 bản trong một tuần. Nó đứng ở vị trí số 10 trên Billboard World Albums. Tính đến tháng 6 năm 2016, nó đã bán được hơn 33,000 bản. Tất cả năm bài hát trong album đề được xếp hạng trên Gaon Digital Chart, với "Rough" đạt vị trí số 1 trong tuần thứ ba phát hành. "Rough" đã bán được hơn 1,2 triệu lượt tải kỹ thuật số tính đến tháng 5 năm 2016. Trong tháng 1, video âm nhạc cho "Rough" là video âm nhạc K-pop được xem nhiều thứ 3 trên toàn cầu.
Won Ho-jung của The Korea Herald cho biết phong cách âm nhạc của album tương tự như K-pop từ cuối thập niên 1990 và 2000 và có thể thu hút những người hâm mộ vẫn muốn có "cảm giác kiểu cũ" của các nhóm nhạc thần tượng pop cổ điển Hàn Quốc. Won Ho-jung mô tả "Rough" và "Say My Name" là mạnh mẽ và kịch tính, "Luv Star" và "Someday" là đáng yêu, và "ngọt ngào như đường". Won Ho-jung đã gọi giọng hát của GFriend là "hoàn hảo" và nhấn mạnh rằng các thành viên có thể chuyển đổi một cách khéo léo giữa "giọng nói mạnh mẽ, cao vút" và "giọng nói dễ thương, giọng mũi" cho hai loại bài hát. Nhìn chung, Won Ho-jung cho biết album "thể hiện tiềm năng của GFriend vượt ra ngoài khái niệm nữ sinh sáo rỗng và làm điều gì đó thú vị của riêng họ, đưa các nhóm nhạc nữ cổ điển đến K-pop thế kỷ 21."

## Danh sách bài hát
| STT              | Nhan đề                                                         | Phổ lời           | Phổ nhạc                  | Biên khúc          | Thời lượng |
| ---------------- | --------------------------------------------------------------- | ----------------- | ------------------------- | ------------------ | ---------- |
| 1.               | "Snowflake" (Intro)                                             |                   | Hong Beom-gyu Kim Woong   | Hong Kim           | 1:16       |
| 2.               | "Rough" (tiếng Hàn: 시간을 달려서; Romaja: Siganeul Dallyeoseo) | Iggy Seo Yong-bae | Iggy Seo                  | Iggy Seo           | 3:29       |
| 3.               | "Say My Name" (내 이름을 불러줘; Nae Ireumeul Bulleojwo)        | Iggy Seo          | Iggy Seo                  | Iggy Seo           | 3:08       |
| 4.               | "Luv Star" (사랑별; Sarangbyeol)                                | E.ONE             | E.ONE                     | E.ONE Jo Jae-seok  | 3:08       |
| 5.               | "Someday" (그런 날엔; Geureon Naren)                            | Heuk Tae          | Heuk Tae Jun Ta Park Chan | Heuk Tae Park Chan | 3:37       |
| 6.               | "Trust"                                                         | No Ju-hwan        | No Lee Won-jong           | No Lee             | 3:35       |
| 7.               | "Rough" (Instrumental)                                          |                   | Iggy Seo                  | Iggy Seo           | 3:29       |
| Tổng thời lượng: | Tổng thời lượng:                                                | Tổng thời lượng:  | Tổng thời lượng:          | Tổng thời lượng:   | 21:42      |

## Bảng xếp hạng

### Bảng xếp hạng hàng tuần
| Bảng xếp hạng                     | Vị trí cao nhất |
| --------------------------------- | --------------- |
| Album Hàn Quốc (Gaon)             | 2               |
| Album thế giới Hoa Kỳ (Billboard) | 10              |

### Bảng xếp hạng hàng tháng
| Bảng xếp hạng         | Vị trí cao nhất |
| --------------------- | --------------- |
| Album Hàn Quốc (Gaon) | 7               |

### Bảng xếp hạng cuối năm
| Bảng xếp hạng         | Vị trí cao nhất |
| --------------------- | --------------- |
| Album Hàn Quốc (Gaon) | TBA             |

## Giải thưởng
| Tên bài hát | Tên chương trình          | Ngày phát sóng   |
| ----------- | ------------------------- | ---------------- |
| "Rough"     | The Show (SBS MTV)        | 2 tháng 2, 2016  |
| "Rough"     | The Show (SBS MTV)        | 16 tháng 2, 2016 |
| "Rough"     | Show Champion (MBC Music) | 3 tháng 2, 2016  |
| "Rough"     | Show Champion (MBC Music) | 17tháng 2, 2016  |
| "Rough"     | Show Champion (MBC Music) | 24 tháng 2, 2016 |
| "Rough"     | M Countdown (Mnet)        | 4 tháng 2, 2016  |
| "Rough"     | M Countdown (Mnet)        | 11 tháng 2, 2016 |
| "Rough"     | M Countdown (Mnet)        | 18 tháng 2, 2016 |
| "Rough"     | Music Bank (KBS)          | 5 tháng 2, 2016  |
| "Rough"     | Music Bank (KBS)          | 12 tháng 2, 2016 |
| "Rough"     | Music Bank (KBS)          | 19 tháng 2, 2016 |
| "Rough"     | Music Bank (KBS)          | 26 tháng 2, 2016 |
| "Rough"     | Inkigayo (SBS)            | 7 tháng 2, 2016  |
| "Rough"     | Inkigayo (SBS)            | 21 tháng 2, 2016 |
| "Rough"     | Inkigayo (SBS)            | 28 tháng 2, 2016 |